# 作家六波羅一輝の推理シリーズ
『作家六波羅一輝の推理シリーズ』（さっかろくはらかずきのすいりシリーズ）は、鯨統一郎による日本の推理小説のシリーズ。

## 概要
大ヒットしたデビュー作以降、作品が全く書けないリストラ寸前のミステリー作家、六波羅一輝と彼の担当編集者、北山みなみのコンビが取材先で巻き込まれた民俗学にまつわる事件を解決していく推理小説シリーズ。

## 登場人物
六波羅一輝（ろくはら かずき）
デビューしてから早3年。大ヒットしたデビュー作以降、作品が全く書けないリストラ寸前の売れないミステリー作家。出版社の担当が、1社、また1社と去り、引越し屋のアルバイトをしながら、姉に世話になっている。35歳という若さで亡くなった父親・六波羅清輝は多くの業績を残した民俗学者である。大人しい性格だが、正義感は強く、いつも旅先で巻き込まれる事件を解決しようとする気持ちが強い。パソコンの前で事件の整理をしている時、意識が飛ぶことがある。（本人はその状態を「自動筆記」とよんでいる。）自動筆記状態の彼はとてつもない推理力を発揮するが、その間の記憶がないためパソコンに打ち込まれた単語の解析をする必要がある。ちなみにデビュー作はこの自動筆記状態で執筆した。ある時、みなみと混浴の露天風呂で鉢合わせてしまうというハプニングがあり、その際みなみの裸体を見てしまったことによって女性の裸体恐怖症になってしまう。
北山みなみ（きたやま みなみ）
六波羅の担当編集者で相棒。蜃気堂出版社所属。大学時代に六波羅のデビュー作に出会い、ミステリー同好会を立ち上げてしまうほどに心酔する。六波羅の新刊を待ちわびていたが中々出版されないので、自ら出版社に入社。上司の命令を無視して無理やり六波羅の担当になる。六波羅の才能を信じている。六波羅のことを意識しており、彼が他の女性と親しげにしているとヤキモチを焼いている。怖いもの知らずで上司相手にも啖呵が切れる。方向音痴。

## シリーズ一覧
1. 白骨の語り部（2009年10月25日、中公文庫、ISBN 978-4-12-205214-7）
2. ニライカナイの語り部（2010年1月25日、中公文庫、ISBN 978-4-12-205265-9）
3. 京都・陰陽師の殺人（2010年9月25日、中公文庫、ISBN 978-4-12-205370-0）
4. 小樽・カムイの鎮魂歌（2010年12月20日、中公文庫、ISBN 978-4-12-205411-0）
5. 湯布院・産土神の殺人（2011年11月25日、中公文庫、ISBN 978-4-12-205562-9）
6. 秩父夜祭・狼の殺意（2013年6月25日、中公文庫、ISBN 978-4-12-205810-1）

## 各巻あらすじ
白骨の語り部
大ヒットしたデビュー作以降、小説が書けないでいたリストラ寸前の作家、六波羅一輝は、柳田國男の『遠野物語』で有名な、岩手県遠野市に伝わる民話に新作推理小説の着想を得る。新米女性編集者の北村みなみとともに取材に向かった。しかし、遠野で待ち受けていたのは、女性の白骨死体だった。警察の捜査により白骨死体の身元が特定された。それは近くの屋敷に住む、謎めいた昆家の四姉妹の次女・有希子。だが、彼女が失踪したのは数日前で、白骨は死後一年は経過していた。
ニライカナイの語り部
「“ニライカナイ”は海の彼方にあるという楽園か、それとも…？」という伝説に心惹かれた一輝は沖縄に発つ。取材を始めた矢先、東京で女性の変死死体が見つかる。その背後には、テーマパーク建設をめぐる対立と、住処を荒らされると復讐するというキジムナーの伝承があった。
京都・陰陽師の殺人
ある日、「わたくしの婚約者が、一条戻橋で鬼に殺されたのです。」という内容の手紙が一輝の元に届く。殺人現場からは人形の紙片が発見され、犯行声明を出した美貌の「陰陽師」は、殺害方法を「呪い」だと主張するが......。
小樽・カムイの鎮魂歌
小樽運河に美女の他殺体浮かぶ。彼女は一年前に自殺した親友の遺言に従い「アイヌの秘宝」を探していた。義経とアイヌの少女の悲恋物語が眠る岬に遺された言葉は「アイヌの秘宝を探して」。学者は秘宝の存在を否定するが、東京からの自称冒険家もやって来て......。
秩父夜祭・狼の殺意
一輝達は狼信仰に纏わる新興宗教団体を取材する事になった。そんな中、奥秩父山中で喉に狼らしき咬痕がある女性の刺殺死体が発見される。被害者は一輝に同行していたカメラマンだった。やがて第2の殺人が発生する。

## テレビドラマ
『ミステリー作家 六波羅一輝の推理』は、2010年から2013年までテレビ朝日系「土曜ワイド劇場」で放送されたシリーズ。製作は朝日放送と東通企画。全3回。主演は上川隆也。
原作では、六波羅とみなみの年齢設定は20代だが、ドラマ版では40代に変更されている。また、六波羅の自動筆記や女性の裸体恐怖症の描写もなくなり、姉も出てこない。小説ではみなみは事件を追うことに積極的だが、ドラマでは消極的である。

### キャスト

#### レギュラー
六波羅一輝
演 - 上川隆也
売れない・書けないことで崖っぷちのミステリー作家。トリックオタクで、デビュー作以外はトリックばかりで物語としての薄さを酷評されている。デビュー作は素晴らしい作品らしいが、父親のノートを参考にして書いたとみなみに告白している。危機感があまりなく、取材旅行中に事件に巻き込まれては、執筆活動を放り出して首を突っ込んでいる。持ち前の好奇心と推理力で事件解決に貢献するが、その経験を何ら執筆活動に生かすことはできていない。
北山みなみ
演 - 横山めぐみ
六波羅を担当する編集者。社内で六波羅とまとめて崖っぷちコンビと呼ばれている。常に危機感を持っており、取材旅行で六波羅を焚き付けようとする。事件を追うより執筆してもらいたいと思っている。打てど響かない六波羅にうんざりしつつも、六波羅に懇願されるとダメとは言えず結局事件を追うことを許してしまう。

#### ゲスト
第1作「白骨の語り部 遠野オシラサマ伝説殺人!! 死体が一夜で白骨に!? トリック作家が挑む美人四姉妹の謎」（2010年）
- 昆市子（長女） - 蒲生麻由
- 昆有希子（次女・1年前死亡） - 宮本真希
- 武藤咲子 - 宮本真希（二役）（幼少期：磯野光沙）
- 昆千明（三女） - 大塚ちひろ
- 昆はるひ（四女） - 阪田瑞穂
- 篠山雅弘（岩手県警 刑事） - 羽場裕一
- 高坂順子（昆家使用人） - 辻沢響江
- 勝部紀彦（有希子の婚約者） - 冨家規政
- 大木戸剛（遠野警察署 刑事） - 稲健二
- タクシードライバー - 俵木藤汰
- 山端タツ（有希子・咲子をとりあげた産婆） - 森康子
- 武藤和子（昆家のかつての使用人） - 秋山実希
- 勝部が二股をかけていた女 - 梅宮万紗子
- 若い男 - 遠山悠介
- 千葉園子 - 萬田久子（特別出演）
- 昆嘉男（昆家14代目当主・雅代の夫） - 津川雅彦（特別出演）
- 昆雅代（昆家15代目当主） - 山本陽子
- その他 - 海野枝折、加倉恵子、佐々木るみ子、二階堂芳子、小野寺斉子
- スタントダブル - 伊禮友希恵（SAP剣武会）

第2作「京都陰陽師の殺人 洋館に響く悲鳴！呪いで人は殺せるか!? 推理オタクが挑む！華麗な一族千年の秘密!!」（2012年）
- 三方まゆみ（成美の娘） - 中山エミリ
- 目一（陰陽師） - 金子昇
- 真庭燿介（精神科医・まゆみの主治医） - 大浦龍宇一
- 大槻賢（まゆみの婚約者・第1被害者） - 山下徹大
- 堂間凌子（京都民俗学博物館 学芸員・第2被害者） - 木内晶子
- 堂間周子（凌子の叔母・三方家の使用人） - 宮田圭子
- 文菊（舞妓・大槻賢殺害現場の目撃者） - 榎園実穂
- 文里（舞妓） - 朱伽
- 西本百合花（文月の娘） - 幹戸ソビア（赤ん坊：秋山まゆ花）
- 目一の実家の菩提寺の住職 - 竜雷太（特別出演）
- 石橋正太郎（自由党 最高顧問） - 田中弘史
- 経済団体の会長 - 楠年明
- 林（刑事） - 蟷螂襲
- 長谷川（刑事） - 佐田修典
- 八木零（目一の亡き弟） - 中岡優介
- 置屋のおかみ - 勇家寛子
- 岩本孝弘（貴菱グループ 御曹司） - 幸世
- 文月（芸妓） - 河合美智子
- 三方成美（京都の山林業である三方家の当主） - 夏八木勲

第3作「ニライカナイの語り部 南海の離島連続殺人!! 神の島伝説・悲恋の女 崖っぷちコンビが挑む!! 鉄壁のアリバイ」（2013年）
- 島袋高子（次期カミツカサ・ワカの孫） - 手塚真生（赤ん坊：鈴木モモ）
- 長嶺海人（漁師・リゾート開発反対派メンバー） - 海東健（幼少期：松田陽大）
- 比嘉賢太郎（善次郎の息子・リゾート開発賛成派のリーダー） - 山口翔悟
- 喜屋武まりね（診療所事務員） - 三津谷葉子
- 仲間仁 - 清水伸
- 大里一平（リゾート開発反対派のサブリーダー） - 井之上チャル
- 宮城（沖縄県警 刑事） - 永倉大輔
- 玉城良太（ホテルマン・高子の元彼） - 藤山誠
- 上原真 - 久保山知洋
- キジムナー爺（島の古老・元漁師） - 笹野高史
- 知花クラ（カミツカサの補佐「サジ」・第2被害者） - 銀粉蝶
- 金城俊一（高子の許嫁・島のリゾート開発反対派のリーダー・第1被害者） - 末吉功治
- 刑事 - 比嘉恭平
- 島袋結（高子の亡き母） - 菊地裕子
- 比嘉善次郎（ニライ島区長） - 小野武彦
- 島袋ワカ（ニライ島の司祭「カミツカサ」） - 岡田茉莉子
- 小渡俊彰、普久原明、田仲洋子、嘉手苅直美、和泉崇司、伊波正江、西村利江子、中村志津子、神谷たか子、神谷美枝子、城間明子、神谷由美、野口芳樹、伊芸裕樹、前原利弘、よっちゃん、金城博之、喜久里航平、知念だしんいちろう、アカバナー青年会

### スタッフ
- 脚本 - 田子明弘
- 監督 - 元村次宏
- ロケ協力
  - 第1作 - 東日本旅客鉄道、遠野市観光交流課、盛岡広域フィルムコミッション
  - 第2作 - 滋賀ロケーションオフィス、ひょうごロケ支援ネット、京都市フィルムオフィス、神戸フィルムオフィス
  - 第3作 - 沖縄フィルムオフィス、本部町（備瀬）、恩納村（恩納、真栄田）、読谷村（高志保）、うるま市（勝連比嘉、与那城屋慶名）、南城市（知念久高）、八重瀬町（具志頭）
- CG - 日本映像クリエイティブ
- 技術協力 - フォーチュン
- 照明協力 - ハートス
- 装飾 - 東京美工
- 編集・MA - 東通
- 音響効果 - メディアハウスサウンドデザイン
- プロデュース - 森山浩一、内片輝、郷田美雄、皆元洋之助、上川栄
- 製作 - 朝日放送、東通企画

### 放送日程
- 第2作は21時30分から23時21分までの放送。

| 話数 | 放送日         | サブタイトル                                                                                         | 原作                     | 脚本     | 監督     | 視聴率 |
| ---- | -------------- | --- | ------------------------ | -------- | -------- | ------ |
| 1    | 2010年12月04日 | 白骨の語り部 遠野オシラサマ伝説殺人!! 死体が一夜で白骨に!? トリック作家が挑む美人四姉妹の謎          | 「白骨の語り部」         | 田子明弘 | 元村次宏 | 15.3%  |
| 2    | 2012年04月21日 | 京都陰陽師の殺人 洋館に響く悲鳴！呪いで人は殺せるか!? 推理オタクが挑む！華麗な一族千年の秘密!!       | 「京都・陰陽師の殺人」   | 田子明弘 | 元村次宏 | 11.8%  |
| 3    | 2013年09月14日 | ニライカナイの語り部 南海の離島連続殺人!! 神の島伝説・悲恋の女 崖っぷちコンビが挑む!! 鉄壁のアリバイ | 「ニライカナイの語り部」 | 田子明弘 | 元村次宏 | 10.2%  |

- 視聴率はビデオリサーチ調べ、関東地区・世帯